# Sinfonía n.º 8 (Sibelius)

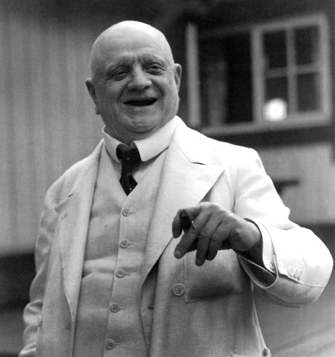
Fotografía de Jean Sibelius en 1939. Para esta fecha es probable que hubiera abandonado la composición de su Octava sinfonía.

La Sinfonía n.º 8, de Jean Sibelius, fue el último proyecto importante de composición de su autor, en el que estuvo trabajando de forma intermitente desde mediados de la década de 1920 hasta 1938, aunque nunca lo publicó. Durante este tiempo, el compositor finés se encontraba en la cúspide de su fama, considerado como una figura nacional en su Finlandia natal y aclamado como un compositor de talla internacional. Se desconoce hasta qué punto estaba completada la Octava sinfonía; Sibelius se negó a darla a conocer en repetidas ocasiones argumentando su baja calidad, pero a pesar de ello, siguió afirmando que estaba trabajando en ella incluso después de haber quemado la partitura y todo el material relacionado en 1945, según testimonios posteriores de su familia.
Gran parte de la reputación de Sibelius, durante su vida y tras su fallecimiento, proviene de su trabajo como sinfonista. Su Séptima sinfonía, estrenada en 1924, ha sido ampliamente reconocida como un hito en el desarrollo de la forma sinfónica y en ese momento no había ninguna razón para suponer que cesaría la creación de nuevas obras orquestales. Sin embargo, después de terminar el poema sinfónico Tapiola en 1926, la producción del compositor se limitó a piezas menores y revisiones de obras anteriores. Prometió en varias ocasiones el estreno de la Octava sinfonía a la Orquesta Sinfónica de Boston y a su director Serguéi Kusevitski, pero Sibelius retrasaba cada fecha programada, argumentando que la obra no estaba lista todavía. Hizo promesas similares al director británico Basil Cameron y al finlandés Georg Schnéevoigt, que de igual manera no llegaron a materializarse.
Tras la muerte de Sibelius en 1957, se hizo pública la noticia de que la Octava sinfonía había sido destruida una década antes y se pensó que la obra había desaparecido para siempre. En la década de 1990, mientras se estaban catalogando los cuadernos y bocetos del compositor, varios estudiosos plantearon la posibilidad de que parte de las partituras de la obra perdida podrían haber sobrevivido. Desde entonces, se han identificado varios bocetos manuscritos como fragmentos de la Octava, tres de los cuales fueron grabados por la Orquesta Filarmónica de Helsinki en 2011 —la duración total es inferior a los tres minutos—. Mientras que algunos musicólogos han especulado que sería posible reconstruir la sinfonía en caso de que otras partes lleguen a ser identificadas, otros han apuntado a que es poco probable dada la ambigüedad del material en sí.

## Antecedentes

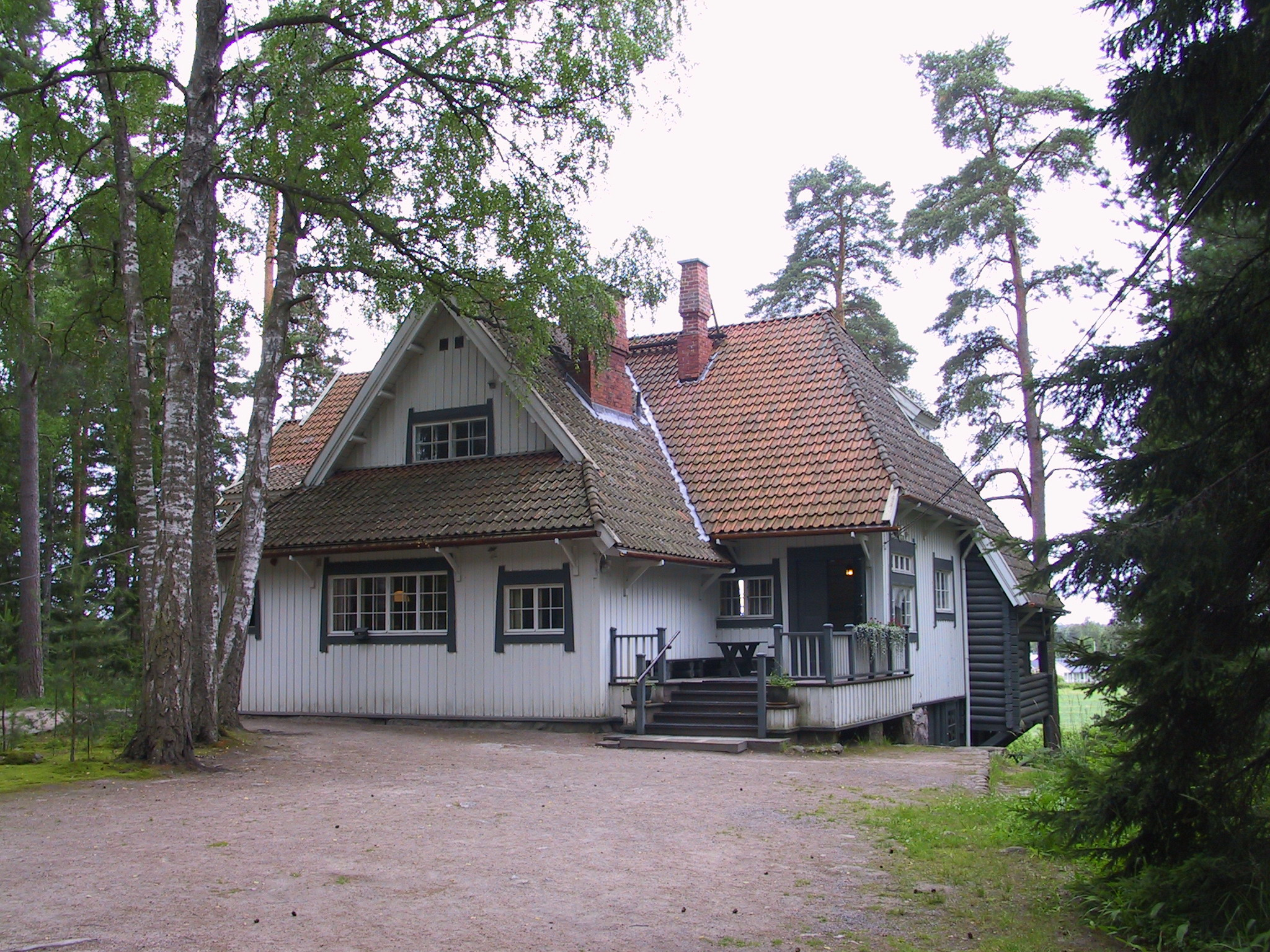
Ainola, el hogar de Sibelius desde 1904 hasta su muerte

Jean Sibelius nació en 1865 en Finlandia, que desde 1809 era un gran ducado autónomo perteneciente al zarato ruso después de haber estado bajo control sueco durante varios siglos. El país se encontraba dividido entre una minoría de habla sueca, culturalmente dominante y a la que la familia de Sibelius pertenecía; y una mayoría de habla finlandesa, nacionalista y partidaria del movimiento fennómano. Hacia 1889, Sibelius conoció a su futura esposa Aino Järnefelt, proveniente de una familia firmemente fennómana. La asociación de Sibelius con los Järnefelt lo impulsó a desarrollar su propio nacionalismo; en 1892, año en que se casó con Aino Järnefelt, completó su primera obra de corte nacionalista: la suite sinfónica Kullervo. A lo largo de la década de 1890, el control ruso sobre el ducado se volvió más opresivo. Sibelius produjo una serie de obras en las que reflejaba la resistencia finlandesa a la dominación extranjera, culminando con el poema sinfónico Finlandia.
Sibelius fue reconocido como artista de talla nacional en 1897 cuando el Estado le concedió una pensión para que pudiera dedicar más tiempo a componer. En 1904, él y su esposa se mudaron a Ainola, una residencia de campo que construyó a orillas del lago Tuusula, en Järvenpää, donde vivieron el resto de sus vidas. A pesar de que su etapa en Ainola no fue siempre tranquila y alegre —Sibelius a menudo contraía deudas y era propenso a episodios de consumo excesivo de alcohol— logró producir, durante los siguientes veinte años, una gran cantidad de obras para orquesta, música de cámara, piezas para piano y canciones, así como otros tipos de composiciones. Su popularidad se extendió por toda Europa así como a Estados Unidos, donde en una gira realizada en 1914 fue investido doctor honoris causa por la Universidad de Yale. En su país natal su fama era tal que la celebración de su quincuagésimo cumpleaños en 1915 fue un evento nacional, cuyo momento culminante fue el estreno en Helsinki de su Quinta sinfonía.
A mediados de la década de 1920, Sibelius había adquirido la condición de monumento nacional viviente y era el principal embajador cultural de su país, independiente desde 1917. Según su biógrafo Guy Rickards, «la mayor parte de su inspiración» está vertida en las siete sinfonías que compuso entre 1898 y 1924. James Hepokoski, estudioso de Sibelius, considera su Séptima sinfonía —de un solo movimiento y concluida en 1924— como su logro más notable, y constituye «la consumación de cómo había repensado la forma sinfónica en su madurez». Esta obra fue seguida en 1926 por Tapiola, un poema sinfónico en donde, según Rickards, Sibelius «llevó los recursos orquestales hacia regiones completamente nuevas [...] Tapiola se adelantó treinta o cuarenta años a su tiempo».

## Composición

### Inicios
La primera mención a la Octava sinfonía en el diario personal de Sibelius data del 12 de septiembre de 1926, en donde anotó: «trabajando en la nueva». Sin embargo, algunas de las ideas iniciales para la nueva sinfonía fueron probablemente puestas por escrito con antelación, pues era un hábito de Sibelius dejar de lado temas e ideas a la hora de componer para utilizarlos posteriormente en otros proyectos. Así, uno de los bocetos existentes de su Séptima sinfonía, en la cual estuvo ocupado entre 1923 y 1924, incluye una sección rodeada con un círculo y con una anotación anexa que dice Octava, en números romanos. En el otoño de 1927, Sibelius informó al crítico musical de The New York Times Olin Downes —uno de sus mayores admiradores— que tenía dos movimientos escritos de su Octava sinfonía y que el resto lo había compuesto en su mente.
A inicios de 1928, Sibelius realizó uno de sus viajes habituales a Berlín, para embeberse de la vida musical de la ciudad e inspirarse para componer. Envió informes a su esposa en las que hablaba satisfactoriamente del progreso en la obra, asegurando que la sinfonía sería «maravillosa». A su regreso a Ainola, en septiembre, le comunicó a su hermana que estaba «escribiendo una nueva obra, la cual enviaré a Estados Unidos. Aún necesita tiempo, pero saldrá bien». Sin embargo, en diciembre del mismo año, cuando su editor Wilhelm Hansen le preguntó por la obra que estaba desarrollando, Sibelius afirmó que solo existía en su mente. A partir de entonces, los informes de Sibelius sobre el progreso de su sinfonía se volvieron erráticos, difíciles de seguir e incluso contradictorios.

### Progreso y postergación

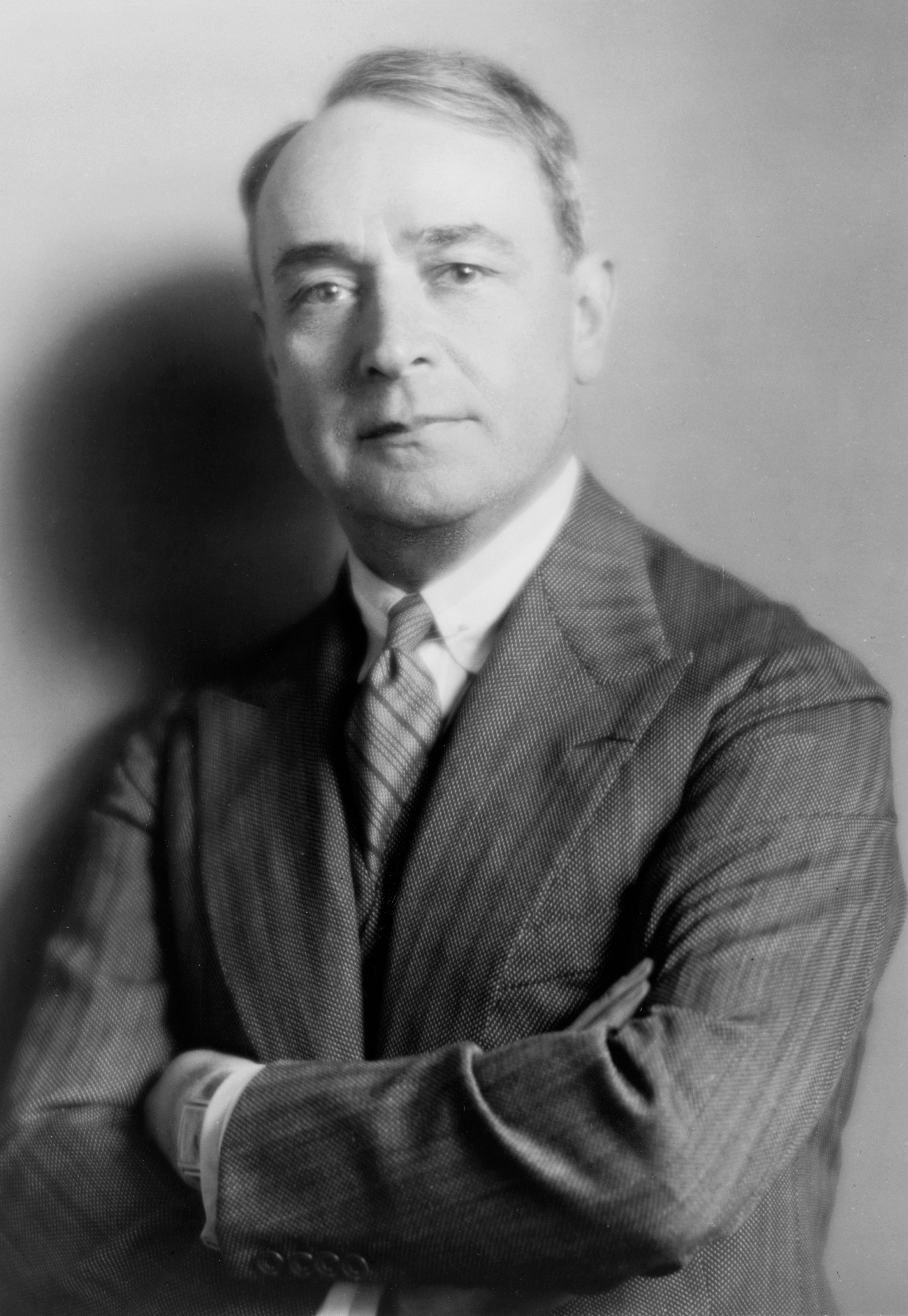
El director Serguéi Kusevitski, a quien Sibelius le prometió el estreno mundial de la Octava sinfonía

Probablemente por incitación de Downes, Sibelius había prometido a la Orquesta Sinfónica de Boston y a su director Serguéi Kusevitski el estreno mundial de su nueva sinfonía. Desde hacía varios años, en una correspondencia prolongada con el director y con Downes, Sibelius dudó y postergó su entrega. En enero de 1930, dijo que la sinfonía «no está cerca de estar lista y no puedo decir cuando va a estarlo», pero, en agosto del mismo año, dijo a Kusevitski que era posible que se presentara la obra en la primavera de 1931, lo cual no ocurrió. En verano de 1931, Sibelius le dijo a Downes que la Octava sinfonía ya casi estaba lista para ser impresa, al igual que otras obras que el compositor tenía pendientes. Esto animó a que, en diciembre del mismo año, Kusevitski anunciara en el Boston Evening Transcript la obra para la temporada 1931-32 de la orquesta, ante lo cual Sibelius tuvo que comunicarle a través de un telegrama que la obra no estaría concluida a tiempo para esa temporada.
Kusevitski decidió al próximo año presentar las siete sinfonías de Sibelius durante la temporada 1932-33 de la Sinfónica de Boston, con el estreno mundial de la Octava sinfonía como evento culminante. En junio de 1932, Sibelius le escribió al director sugiriendo que se podría programar su nueva obra para finales de octubre. Una semana más tarde, se retractó diciendo: «Estoy muy perturbado al respecto, por favor, no anuncies la presentación». Igualmente, hizo promesas para diciembre de 1932 y enero de 1933, sin llegar a cumplir ninguna. Kusevitski estaba perdiendo la esperanza; sin embargo, volvió a preguntar por la composición en verano de 1933. Sibelius fue evasivo; no realizó ninguna promesa de entregarla, pero mencionó tener intención de «volver al tema en una fecha posterior». El asunto en relación con la Sinfónica de Boston y su director terminó en ese punto. El compositor había llegado a acuerdos con otros directores: prometió el estreno europeo a Basil Cameron y a la Royal Philharmonic Society, así como la primera presentación en Finlandia a Georg Schnéevoigt, quien hacía poco tiempo se había convertido en director de la Orquesta Filarmónica de Helsinki. Sin embargo, todos estos acuerdos estaban encadenados al ilusorio estreno en Boston, por lo que también quedaron en nada. Además, según el crítico David Patrick Stearns, posteriormente en esa década, Eugene Ormandy —un gran admirador de Sibelius y director de la Orquesta de Filadelfia desde 1936— presionó fuertemente por el derecho de realizar el estreno en caso de que terminara la sinfonía.
Durante sus dilaciones con Kusevitski, Sibelius continuó trabajando en la sinfonía. En 1931, pasó nuevamente un tiempo en Berlín, desde donde escribió a Aino Sibelius en mayo de ese año que «la sinfonía está avanzando a paso rápido». Su progreso fue interrumpido por una enfermedad, pero para el final del año el compositor estaba confiado, afirmando que «estoy escribiendo mi Octava sinfonía y me siento lleno de juventud. ¿Cómo se explica esto?». En mayo de 1933, mientras seguía dándole negativas a Kusevitski, Sibelius anotó en su diario que estaba completamente inmerso en la composición: «Estoy tomando todo de otra manera, más profundamente. Un gitano dentro de mí. Romántico». Más tarde ese verano, habló con un reportero al que le dijo que su nueva sinfonía estaba casi acabada: «Será el resumen de toda mi existencia, sesenta y ocho años. Esta probablemente será mi última obra. Ocho sinfonías y cientos de composiciones. Tiene que ser suficiente».
En algún momento de ese verano empezó con la copia formal de la sinfonía. El 4 de septiembre de 1933, Paul Voigt, el copista oficial de Sibelius, pidió el registro de los derechos del primer movimiento de la sinfonía —veintitrés hojas de partitura—. Sibelius le informó —la nota se conserva— de que la obra completa manuscrita tendría cerca de ocho veces el largo del extracto que le había dado y le indicó que la sinfonía podía ser más grande que cualquiera de sus siete predecesoras. Aino Sibelius posteriormente recordó otras visitas en otoño de ese año a Voigt en donde Sibelius —cuyo estado de humor ella describió como sombrío y taciturno— le entregó más pilas de música manuscrita al copista.

### Limbo
Varios informes parecían confirmar que el estreno de la sinfonía era inminente: el compositor finlandés Leevi Madetoja mencionó en 1934 que la obra estaba prácticamente terminada; asimismo, un artículo del periodista sueco Kurt Nordfors indicó que ya estaban completos dos movimientos y el resto de la obra se encontraba esbozada. A medida que la presión para producir la sinfonía aumentaba, Sibelius se volvió más retraído y menos dispuesto a hablar de su progreso. En diciembre de 1935, durante una entrevista relacionada con la celebración de su septuagésimo cumpleaños, indicó que había descartado el trabajo de todo un año, lo que apuntaba a una revisión completa de la obra. Sin embargo, cuando un corresponsal de The Times le pidió detalles sobre los avances de la obra, el compositor se irritó. Sibelius se puso furioso cuando Downes continuó insistiendo por información sobre la sinfonía, llegando a gritarle «Ich kann nicht!» («¡No puedo!»).
Entre los papeles de Sibelius se ha encontrado un recibo en que se menciona una Symphonie, el cual está firmado por Weilin y Göös y fechado en agosto de 1938. Si bien no se ha establecido que esta transacción esté relacionada con la Octava sinfonía, el estudioso Kari Kilpeläinen señala que ninguna de las anteriores sinfonías del compositor llevan el título sin numerar. Ante esto, él mismo plantea dos interrogantes: «¿Pudiera haber omitido el número para evitar que se propagara la noticia de que había completado su Octava sinfonía? o ¿podría ser que no le hubiera dado un número porque no estaba satisfecho con su obra?». La hija del compositor, Katarina, habló de la inseguridad que afectaba a su padre en ese momento, agravada por las continuas expectativas y el alboroto que rodeaban a su obra. «Él quería que fuera mejor que las otras sinfonías. Finalmente, se convirtió en una carga, a pesar de que ya había escrito gran parte. Al final, no sé si él hubiera aceptado lo que había escrito».
Sibelius permaneció en Finlandia durante la guerra de Invierno, que duró de 1939 a 1940, a pesar de que tenía ofertas de asilo en Estados Unidos. Después de que la guerra concluyera, en marzo de 1940, se trasladó con su familia a un apartamento en Helsinki, dentro del distrito de Töölö, en la calle Kammiokatu —más tarde rebautizada como «calle Sibelius» en su honor—, en donde permanecieron por un año. Durante ese tiempo, el pianista Martti Paavola los visitó, quien pudo examinar los contenidos de la caja fuerte de Sibelius. Paavola comentó más tarde a su discípulo, Einar Englund, que entre la música allí guardada había una sinfonía, «muy probablemente la Octava».

## Destrucción
De vuelta a Ainola, Sibelius se entretuvo haciendo nuevos arreglos de antiguas canciones. Sin embargo, su mente volvía con frecuencia a la sinfonía que en ese momento tenía casi abandonada. En febrero de 1943, le dijo a su secretario que esperaba completar una «gran obra» antes de morir, pero culpó a la guerra de su incapacidad para progresar. «No puedo dormir por las noches cuando pienso en ello». En junio discutió acerca de la sinfonía con su futuro yerno, Jussi Jalas, proporcionando otra razón para no completarla: «Para cada una de mis sinfonías, he desarrollado una técnica especial. No puede ser algo superficial, sino que tiene que ser algo que se haya vivido. En mi nueva obra, estoy luchando precisamente con estas cuestiones». El compositor también manifestó a Jalas que todos sus bocetos y borradores debían ser quemados después de su muerte, pues no quería que nadie recordara sus fragmentos rechazados como los «últimos pensamientos de Sibelius».

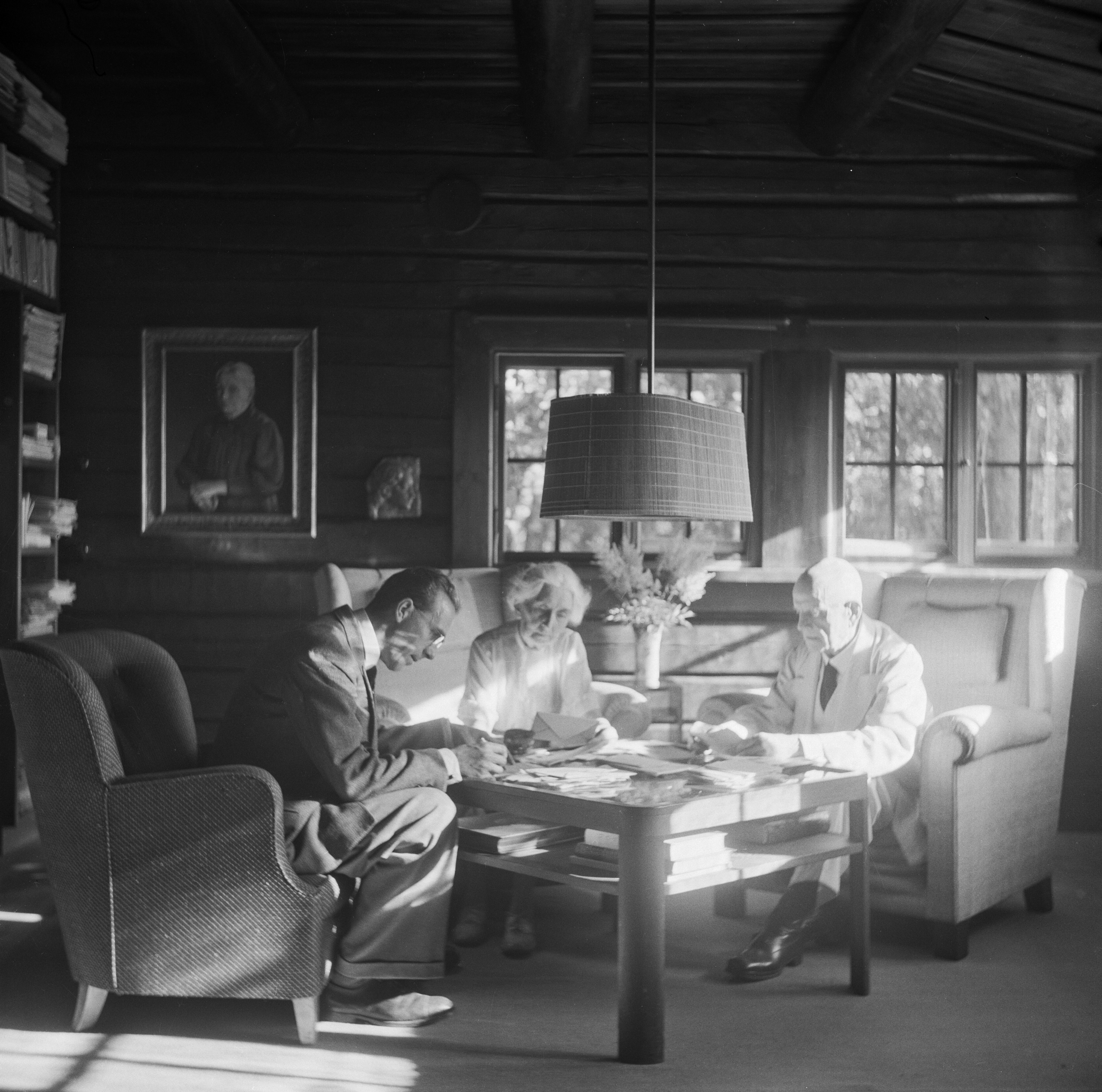
Ainola, circa 1938-1945. De derecha a izquierda: Jean Sibelius, Aino Sibelius y Santeri Levas, secretario del compositor.

En algún momento a mediados de la década de 1940, probablemente en 1945, Sibelius y Aino Sibelius quemaron juntos un gran número de manuscritos del compositor en el salón comedor de Ainola. No hay registro de lo que se incineró; mientras la mayoría de los historiadores asumen que la Octava sinfonía fue una de las obras destruidas, Kilpeläinen destaca que hay por lo menos dos manuscritos de los fragmentos de la obra —la obra original y la copia hecha por Voigt—, así como bocetos y versiones anteriores. Es posible, afirma Kilpeläinen, que Sibelius no pudiera haber quemado todos ellos. Aino Sibelius, que consideró el proceso muy doloroso, mencionó con posterioridad que la destrucción pareció aliviar la mente de Sibelius: «Después de esto, mi marido parecía más tranquilo y su actitud era más optimista. Fue un momento feliz». La interpretación más positiva del suceso, de acuerdo al crítico musical del Philadelphia Inquirer David Patrick Stearns, es que se deshizo de borradores viejos de la sinfonía buscando aclarar su mente para un nuevo comienzo. En 1947, después de visitar Ainola, el director y compositor Nils-Eric Fougstedt afirmó haber visto una copia de la Octava sinfonía en un estante, «con partes corales separadas». El musicólogo Erkki Salmenhaara postula la idea de que ocurrieron dos quemas: la de 1945, en la que se destruyó el material temprano, y otra posterior en la que Sibelius finalmente reconoció que nunca pudo completar la obra a su agrado.
Aunque Sibelius informó a su secretario que la sinfonía había sido destruida, el hecho se mantuvo en secreto entre el círculo privado del compositor. Durante los años restantes de su vida, Sibelius de vez en cuando dio a entender que el proyecto de la Octava sinfonía todavía estaba vivo. En agosto de 1945 le escribió a Basil Cameron: «He terminado mi Octava sinfonía varias veces, pero todavía no estoy satisfecho con ella. Estaré encantado de entregársela a usted en cuanto llegue el momento». En realidad, después de la quema, Sibelius había abandonado por completo la composición creativa; en 1951, cuando la Real Sociedad Filarmónica le pidió una obra para conmemorar el Festival de Gran Bretaña de ese año, él se negó. Todavía en 1953 le dijo a su secretario, Santeri Levas, que estaba trabajando en la sinfonía mentalmente. Solo en una carta de 1954, dirigida a la viuda de su amigo Adolf Paul, admitió que la obra nunca estaría completa. Sibelius falleció el 20 de septiembre de 1957; al día siguiente su hija, Eva Paloheimo, anunció públicamente que no existía la Octava sinfonía. La quema del manuscrito se dio a conocer más adelante, cuando Aino Sibelius reveló el hecho al biógrafo Erik W. Tawaststjerna.
Los críticos y comentaristas se han preguntado las razones por las que Sibelius finalmente abandonó la sinfonía. A lo largo de su vida, fue propenso a la depresión y a tener crisis de confianza. Alex Ross en The New Yorker cita un texto de 1927 del diario del compositor, cuando supuestamente se estaba escribiendo la Octava sinfonía: «El aislamiento y la soledad me conducen a la desesperación... [...] Me siento maltratado y todos mis verdaderos amigos están muertos. Mi prestigio en la actualidad está por los suelos. Es imposible trabajar. Si solo hubiera una manera de salir». Los estudiosos de su figura han señalado al temblor que tenía en la mano, que le hacía difícil la escritura, y al alcoholismo que lo aquejó en varias etapas de su vida. Otros han argumentado que el ensalzamiento de Sibelius como héroe nacional acalló efectivamente al compositor; tuvo miedo de que cualquier obra que realizara no estuviera a la altura de las expectativas de la nación que lo adoraba. Andrew Barnett, otro de los muchos biógrafos del compositor, apunta a una intensa autocrítica del compositor, quien paralizaría o reprimiría aquello que no cumpliera con sus estándares autoimpuestos: «Fue esta actitud la que provocó la destrucción de la Octava sinfonía, pero el mismo rasgo le obligó a mantener en revisión la Quinta hasta que estuvo perfecta». El historiador Marc McKenna considera que Sibelius pudo estar reprimido por una combinación de perfeccionismo y aumento de la desconfianza en sí mismo. De acuerdo a él, el mito de que Sibelius todavía estaba trabajando en la sinfonía, sostenido por más de quince años, fue un bulo deliberado: «Admitir que se había detenido por completo sería admitir lo impensable, que ya no era un compositor».

## Descubrimiento
Después de que Sibelius falleciera, su figura continuó siendo popular entre el público. Sin embargo, entre los críticos fue comúnmente denigrado, pues encontraban a su música anticuada y tediosa. René Leibowitz, partidario de la música de Arnold Schönberg, publicó un folleto en que describía a Sibelius como «el peor compositor del mundo». Los demás críticos lo descartaron como irrelevante, más aún en una época en que había una tendencia irresistible hacia la música atonal. Este ambiente disminuyó la curiosidad sobre la existencia de cualquier material de la Octava sinfonía hasta finales del siglo XX, cuando revivió el interés de los críticos por el compositor. En 1995, Kilpeläinen, quien había publicado en la Universidad de Helsinki un estudio sobre los manuscritos de Sibelius, escribió que todo lo que podía estar relacionado sin duda alguna con la Octava sinfonía era una única página de los bocetos de la Séptima en la que aparecía una parte remarcada y con un texto anexo que decía «VIII». Sin embargo, añadió que la biblioteca de la Universidad contenía más bocetos de Sibelius, datados desde finales de 1920 hasta inicios de 1930, algunos de los cuales eran semejantes al fragmento remarcado y que probablemente serían parte de la Octava. Kilpeläiner también manifestó: «recientemente han salido a la luz varios documentos que nadie había soñado siquiera que existían. Tal vez todavía hay algunas pistas sobre la Octava sinfonía escondidas y esperando a que algún estudioso las descubra».
En 2004, se publicó un artículo titulado: «Sobre algunos aparentes bocetos para la Octava sinfonía de Sibelius», en el que el teórico musical Nors Josephson identificaba cerca de veinte manuscritos o fragmentos ubicados en la biblioteca de la Universidad de Helsinki y concluía: «Teniendo en cuenta la abundancia de material preservado para esta obra se espera, con gran expectación, la finalización de forma meditada y meticulosa de toda la composición». Timo Virtanen, otro estudioso de la vida de Sibelius, tras examinar el mismo material, se mostró más cauto, concluyendo que, aunque es posible que algunos bocetos puedan estar relacionados con la Octava sinfonía, no es posible determinar cuales en realidad son parte de esta. Incluso el fragmento con el texto «VIII», afirmó, no puede vincularse con certeza a la sinfonía, pues Sibelius utilizaba indistintamente numeración arábiga y romana en sus composiciones para referirse a temas, motivos o pasajes dentro de sus obras. Virtanen añadió una advertencia adicional: «Debemos ser conscientes de que [los fragmentos] son, después de todo, proyectos inconclusos: la música que representan son solo una cierta etapa en la planificación de la composición».
A pesar de sus reservas, en octubre de 2011 Virtanen trabajó junto con otro estudioso, Vesa Siréna, para preparar tres de los fragmentos más desarrollados para que fueran interpretados. Los bocetos fueron copiados y arreglados, pero no se incluyó nada que Sibelius no hubiera escrito originalmente. Los titulares de los derechos de autor del compositor fallecido dieron su consentimiento y John Storgårds, director de la Filarmónica de Helsinki, accedió a interpretar y grabar los pasajes en una sesión de ensayo de la orquesta el 30 de octubre de 2011. Las partes comprenden una apertura de un minuto de duración, un fragmento de ocho segundos que podría formar parte de un scherzo y un final de música orquestal con un minuto de duración aproximada. Sirén describe la música como «extraña, poderosa y con atrevidas y picantes armonías —un avance hacia lo nuevo incluso más allá de Tapiola y la música para La tempestad—». Stearns da una visión más detallada: «El primer fragmento es la clásica entrada de Sibelius para un primer movimiento. Hay un refinado trueno orquestal que abre las puertas a un mundo armónico que únicamente corresponde a Sibelius, pero tiene disonancias extrañas, a diferencia de cualquier otra obra. Otra parte suena como el inicio de un scherzo, sorprendentemente primaveral con un alegre solo de flauta. Otro pasaje tiene un clásico solo de fagot al estilo de Sibelius, del tipo que evoca elementos primarios y se dirige a un submundo oscuro y crudo».

## Especulaciones
Aunque solo el primer movimiento —transcrito por Voigt— es plenamente reconocido como completado, la magnitud prevista y el carácter general de la obra pueden inferirse de varias fuentes. La correspondencia de Sibelius con Voigt y sus encuadernadores, en 1933 y 1938, respectivamente, indican la posibilidad de una obra a una escala particularmente grande. Además de la observación hecha por Nils-Eric Fougstedt en 1947, también hay indicios aportados por Voigt de que la obra podría haber contenido elementos corales, de forma similar a la Novena sinfonía de Beethoven.
A partir de los fragmentos disponibles de la obra, tanto Virtanen como Andrew Mellor —este último en un artículo para la revista Gramophone publicado en 2011— detectan indicios de Tapiola, especialmente en el primero de los tres extractos. Kilpeläinen apunta a algunas de las últimas obras menores hechas por Sibelius, en particular Five esquisses, para piano Op. 114 (1929), considerando estos escritos como pruebas de que en sus últimos años el compositor estaba «avanzando hacia un lenguaje más abstracto: imágenes cristalinas y etéreas apenas tocadas por las pasiones humanas». Además de la originalidad, el mismo crítico musical encuentra referencias a Surusoitto, una composición para órgano realizada en 1931 para el funeral del amigo de Sibelius, Akseli Gallen-Kallela, una obra que Aino Sibelius reconoció estaba basada en el material de la Octava sinfonía. Kilpeläinen plantea la cuestión: «¿Era la nueva sinfonía, por lo tanto, una obra con un sonido moderno, a diferencia de su estilo anterior con sombríos tonos abiertos y disonancias no resueltas?». Después de la grabación de los fragmentos, Storgårds pudo reconocer el estilo tardío del compositor, quién agregó que «las armonías son tan salvajes y la música tan emocionante que me encantaría saber cómo continuó con esto». El único comentario que se conoce sobre la sinfonía hecho por Sibelius, aparte de sus informes sobre el avance de su obra, es una observación hecha a Schnéevoigt en diciembre de 1932: «No tienes idea de lo ingeniosa que es».
Los estudiosos y críticos están divididos en cuanto a su opinión sobre la calidad de los fragmentos conocidos. Por un lado, Josephson está convencido de que existe material suficiente para realizar una reconstrucción total de la sinfonía y espera con interés que esta tarea sea realizada. Este punto de vista es compartido por Stearns: «No hay absolutamente ninguna razón para no intentar concluirla». Otros, sin embargo, son más circunspectos al respecto: Virtanen, en particular, hace hincapié en que a pesar de que la música indudablemente pertenece a la época tardía de Sibelius, no se ha establecido sin lugar a dudas que sea parte de la Octava sinfonía. Sirén, quien jugó un papel importante en la organización de la grabación de los fragmentos, cree que concluir la obra a partir de los extractos conocidos es imposible, por lo que esta labor dependería de nuevos hallazgos en la materia. También conjetura que Sibelius, después de haber rechazado la obra, podría no haber disfrutado de escuchar los fragmentos siendo interpretados, un punto de vista que McKenna respalda diciendo: «Mirando la interpretación [de la obra] en Youtube, no puedo dejar de pensar en lo decepcionado que el compositor hubiera estado de escuchar su música siendo interpretada sin estar acabada». Revisando los fragmentos registrados en Gramophone, Mellor comenta que, aunque se descubran otros manuscritos, los titulares de los derechos de autor de Sibelius tendrían el control total sobre el material y serían ellos quienes decidirían si una interpretación sería apropiada. Mellor concluye: «Hemos tenido que esperar unos ochenta años para escuchar menos de tres minutos de música y el misterio de la Octava no se desentrañará desde ahora más rápidamente».